# Услонское муниципальное образование
Услонское муниципальное образование — сельское поселение в Зиминском районе Иркутской области Российской Федерации.
Административный центр — село Услон.

## История
Статус и границы сельского поселения установлены Законом Иркутской области от 16 декабря 2004 года № 102-оз «О статусе и границах муниципальных образований Зиминского района Иркутской области».

## Население
| 2010  | 2011  | 2012  | 2013  | 2014  | 2015  | 2016  |
| ----- | ----- | ----- | ----- | ----- | ----- | ----- |
| 1358  | ↘1357 | ↗1391 | ↗1455 | ↘1416 | ↘1396 | ↗1424 |
| 2017  |       |       |       |       |       |       |
| ↘1406 |       |       |       |       |       |       |

Гендерный состав
По результатам Всероссийской переписи населения 2010 года численность населения муниципального образования составила 1358 человек, в том числе 720 мужчин и 638 женщин.

## Состав сельского поселения
| № | Населённый пункт | Тип населённого пункта       | Население |
| - | ---------------- | ---------------------------- | --------- |
| 1 | Кустова          | деревня                      | ↗72       |
| 2 | Нижний Хазан     | деревня                      | ↘24       |
| 3 | Полковникова     | заимка                       | ↗10       |
| 4 | Самара           | село                         | ↗523      |
| 5 | Услон            | село, административный центр | ↗732      |
| 6 | Челяба           | деревня                      | ↘30       |

Исчезнувшие деревни и заимки:
- Зубаково
- Хохлово
- Ильичёва
- Волнино
- Труженик
- Розенбергская
- Путкино
- Черемшанка
- Шарово
- Панково
- Поляково
- Логиново (в составе села Самара)
- Карандышево
- Мотино
- Калингина[11]